# Greenwood Publishing Group
Pour les articles homonymes, voir Greenwood et GPG.
Greenwood Publishing Group, Inc. (GPG), aussi désignée par « Greenwood Press », est une maison d'édition scolaire et académique. Elle fait maintenant partie d'ABC-CLIO.
Fondée en 1967 sous le nom de Greenwood Press, Inc. et basée à Westport (Connecticut). GPG publie des ouvrages de référence sous sa marque Greenwood Press, et des ouvrages universitaires, professionnels et d'intérêt général sous sa marque apparentée, Praeger Publishers. La société Libraries Unlimited, qui publie des ouvrages professionnels destinés aux bibliothécaires et aux enseignants, fait également partie de GPG.

## Histoire

### 1967–1999
La société est fondée sous le nom de Greenwood Press, Inc. en 1967 par Harold Mason, bibliothécaire et libraire de livres anciens, et Harold Schwartz, qui avait une expérience dans l'édition commerciale. Basée à Greenwood (New York), la société s'est d'abord concentrée sur la réimpression d'ouvrages épuisés, en particulier les titres figurant dans la première édition de « Books for College Libraries » (1967) de l'American Library Association, sous la marque Greenwood Press, et les périodiques épuisés publiés sous le titre « American Radical Periodicals », sous la marque Greenwood Reprint. En 1969, la société est vendue à Williamhouse-Regency, une société de fabrication de papier et de papeterie alors cotée à l'American Stock Exchange, ce qui lui a permis d'étendre ses activités de réimpression et de lancer une marque d'édition de microformes, Greenwood Microforms.
En 1970, un petit programme de monographies scientifiques est mis en place et Robert Hagelstein, qui travaillait auparavant pour la Johnson Reprint Corporation, une division de Academic Press, est engagé en tant que vice-président. En 1973, Mason et Schwartz quittent la société et Hagelstein est nommé président, poste qu'il occupera jusqu'à sa retraite fin 1999. Au cours de ces vingt-sept années, la maison d'édition réduit ses activités de réimpression et se concentre sur la publication de nouveaux ouvrages universitaires, de référence et professionnels. Cette réorientation à grande échelle de l'entreprise se traduite par la publication de plus de 10 000 titres au cours de ces années.
Le 25 août 1976, la société est vendue au Congressional Information Service, Inc (CIS) et, en 1979, elle est intégrée au géant néerlandais de l'édition, Elsevier, à la suite de l'achat de CIS par Elsevier. La même année, la presse lance sa marque Quorum Books, qui publie des titres professionnels dans les domaines des affaires et du droit.
Le 1er janvier 1986, GPI s'est encore agrandi en achetant Praeger Publishers, fondé par Frederick A. Praeger en 1949, de CBSet en 1989, lorsqu'elle a acquis Bergin & Garvey and Auburn House.
Au début de l'année 1990, le nom de la société change de Greenwood Press, Inc. à Greenwood Publishing Group, Inc.. Lorsque Elsevier fusionne avec Reed International en 1993, GPG fait partie de Reed Elsevier, et au milieu des années 1990, la partie opérationnelle de GPG rejoint Heinemann USA, qui avait fait partie de Reed.
Lorsque Hagelstein prend sa retraite à la fin de l'année 1999, Wayne Smith est nommé président. Sous la direction de Smith, GPG réalise plusieurs acquisitions supplémentaires, notamment les marques Ablex et Oryx et Libraries Unlimited, et a développé les produits de GPG en ligne et sur CD-ROM sous sa marque Greenwood Electronic Media.

### 2000–aujourd'hui
Le 12 juillet 2001, Reed Elsevier a finalisé l'acquisition de Harcourt. Harcourt est devenue une filiale à part entière de Reed Elsevier et GPG a été intégrée à Harcourt Education.
Le 13 décembre 2007, GPG est intégré à Houghton Mifflin Company à la suite de l'acquisition de Harcourt par Houghton.
Le 1er octobre 2008, ABC-Clio et Houghton Mifflin Harcourt annoncent un accord accordant à ABC-Clio une licence perpétuelle pour utiliser les marques et publier les titres de Greenwood Publishing Group, Inc. (GPG), y compris Greenwood Press, Praeger Publishers, Praeger Security International, et Libraries Unlimited. En outre, Houghton Mifflin Harcourt transférera également certains actifs, y compris les droits d'auteur, les contrats et les stocks, de Greenwood Publishing Group à ABC-Clio. Cet accord entre en application immédiatement,. Le bureau du 88 Post Road West à Westport (Connecticut) est fermé en conséquence, les licenciements devant commencer au cours de la première semaine de décembre 2008. Le transfert de GPG à ABC-CLIO a lieu en 2009.

## Filiales

### Imprimeurs
- Greenwood Press (ouvrages de référence)
- Greenwood World Publishing

### Anciens imprimeurs
- Praeger Security International (international security studies - founded by Heather Ruland Staines and Adam T. Heath): Became subsidiary of ABC-CLIO.
- Praeger Publishers (scholarly and general interest): Became subsidiary of ABC-CLIO.
- Libraries Unlimited (for libraries and teachers): Became subsidiary of ABC-CLIO.

### Anciennes filiales
- Heinemann USA

## Catalogue, collections et revues
- The Greenwood Encyclopedia of African American Folklore
- The Greenwood Encyclopedia of Science Fiction and Fantasy